# Magna Carta... Holy Grail
Magna Carta... Holy Grail es el duodécimo álbum de estudio por el rapero estadounidense Jay Z. Estuvo disponible para su libre descarga digital para usuarios de la línea de teléfonos Galaxy de Samsung, a través de la app JAY Z Magna Carta el 4 de julio de 2013, y posteriormente lanzado de manera oficial el 8 de julio de 2013, a través de Roc-A-Fella y Roc Nation y distribuido por Universal. El álbum estuvo promovido a través de varios comerciales presentados por Samsung y no fue precedido por ningún sencillo promocional. Contiene colaboraciones de Justin Timberlake, Nas, Rick Ross, Frank Ocean, Beyoncé Knowles y cuenta con las vocales adicionales de The-Dream, Swizz Beatz, Timbaland, Travis Scott, Pharrell Williams y Zofia Borucka Moreno. La producción del álbum fue llevada a cabo por Timbaland y Jerome "J-Roc" Harmon, incluyendo a otros productores como Boi-1da, Mike WiLL Made It, Hit-Boy, Mike Dean, No ID, The-Dream, Swizz Beatz y Pharrell Williams entre otros.
Tras su liberación, Magna Carta... Holy Grail fue recibido con críticas mixtas de los críticos musicales, que fueron divididos en su opinión sobre el álbum. En el día de su lanzamiento físico en los Estados Unidos, el álbum fue certificado Platino por la RIAA por la venta de 1.000.000 de copias, debido a la operación de descarga digital sin precedentes, con Samsung. Debutó en el número uno en el Billboard 200, vendiendo 528.000 copias en su primera semana, por lo que es el 13.er álbum de estudio consecutivo de Jay Z de primero en las listas. Hasta el 5 de enero de 2014, el álbum ha vendido 1.104.000 copias en los Estados Unidos. Muchas de las canciones del álbum han estado en las listas de varios países, entre ellas los dos sencillos de gran éxito "Holy Grail", con Justin Timberlake, y "Tom Ford", junto con "FuckWithMeYouKnowIGotIt", "Oceans", "Heaven", "Picasso Baby" y "Part II (On the Run)". Magna Carta... Holy Grail fue nominado a seis Premios Grammy en La 56.ª entrega de los Premios Grammy y fue galardonado con un Grammy a Mejor Colaboración Rap por "Holy Grail".

## Antecedentes y producción
El 23 de septiembre de 2010, Q-Tip confirmó que trabaja en el seguimiento de álbum de Jay Z, The Blueprint 3, diciendo que el álbum iba a llegar a las tiendas en la primavera de 2011. En mayo de 2012, se informó de que estaba trabajando en nueva música con el productor de Roc Nation Jahlil Beats. El proceso del álbum se mantuvo en secreto, hasta que The-Dream insinuó al respecto en abril de 2013 en una entrevista con Hot 97.
En los días previos al anuncio del álbum, Jay Z fue productor ejecutivo, tanto para la película The Great Gatsby como de su banda sonora, The Great Gatsby: Music from Baz Luhrmann's Film.

## Grabación
La grabación de "Oceans" y la producción de "Holy Grail" se completaron en el 2011 durante la grabación del álbum colaborativo de Jay Z con Kanye West, Watch The Throne. Kanye quería que ambas canciones aparecieran en Watch The Throne, mientras que Jay las quería para su próximo álbum de estudio en solitario. Después de que su álbum colaborativo fuera lanzado, Jay Z eligió en contra de trabajar en un nuevo álbum en solitario y se fue de gira en su lugar. Más de un año después, el trabajo pesado de grabación de Magna Carta... Holy Grail tomo lugar en Jungle City Studios de Swizz Beatz y Alicia Keys en Nueva York donde Justin Timberlake y Beyoncé estuvieron trabajando en sus futuros álbumes al mismo tiempo, Jay describe el proceso de grabación como de "enfoque minimalista" para darle al álbum una "sensación noventera".

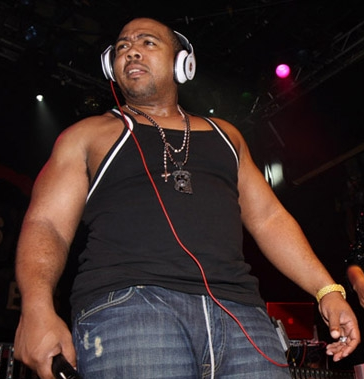
Timbaland produjo la parte pesada del álbum.

Mientras trabajaba en el quinto álbum de estudio de Beyoncé, el frecuente colaborador Timbaland reprodujo el instrumental de lo que se convertiría en "Picasso Baby". De acuerdo con Jay Z esa canción "construyó el sonido del álbum." Los dos habían tomado caminos separados después de haber trabajado en The Blueprint 3, pero se reunieron de nuevo para MCHG y Timbaland manejan la mayor parte de la producción en el álbum. En una entrevista con BBC Radio 1, Jay Z dijo que, aunque los dos han grabado muchas canciones en el pasado, no fue hasta MCHG que consiguieron "la química" para colaborar durante todo un proyecto. El productor J-Roc describe "Picasso Baby" como "puro Nueva York." Le dijo a XXL que él y Timbaland "fueron en realidad sólo sintiendo la ciudad, la energía que da hacia fuera" y se inspira en las "numerosas culturas diferentes y diferentes dialectos o sonidos".
El instrumental o pista para "FuckWithMeYouKnowIGotIt" fue iniciada por el productor Vinylz quien fue inspirado por un discurso de Pimp C que encontró en YouTube. Sampleó su voz para la introducción de la canción y creó el resto de la misma "como en cinco minutos". Después de que su compañero productor Boi-1da trabajara más en ella, fue enviada a Rick Ross quien intentó usarla para su siguiente álbum, se suponía que Jay Z agregara un verso de apoyo en la canción pero cuándo escuchó el instrumental, quiso el tema para su álbum, Timbaland agregó cambios adicionales en el tema antes de que fuera creada la versión final para el álbum.
Jay Z contactó al productor de GOOD Music, Hit-Boy en 2012 para trabajar juntos en su nuevo álbum. Hit-Boy creó el instrumental para "SomewhereInAmerica" que se suponía inicialmente iba a aparecer en el álbum debut de otro productor y rapero de GOOD Music, Travis $cott. Travis estando en el estudio con Jay Z, reprodujo el instrumental para él y a Jay inmediatamente le gustó. La producción de la canción "Crown" se inició con una productora canadiense de 16 años de edad, WondaGurl. Ella había colaborado con Travis $cott en su mixtape Owl Pharaoh y pasó a producir otra pista para su próximo álbum. A $cott le gustó el instrumental y comenzó a trabajar sobre ella con Mike Dean. Ambos se la pasaron el producto final a Jay Z quien grabó "Crown" sobre ese instrumental.

## Invitados y producción

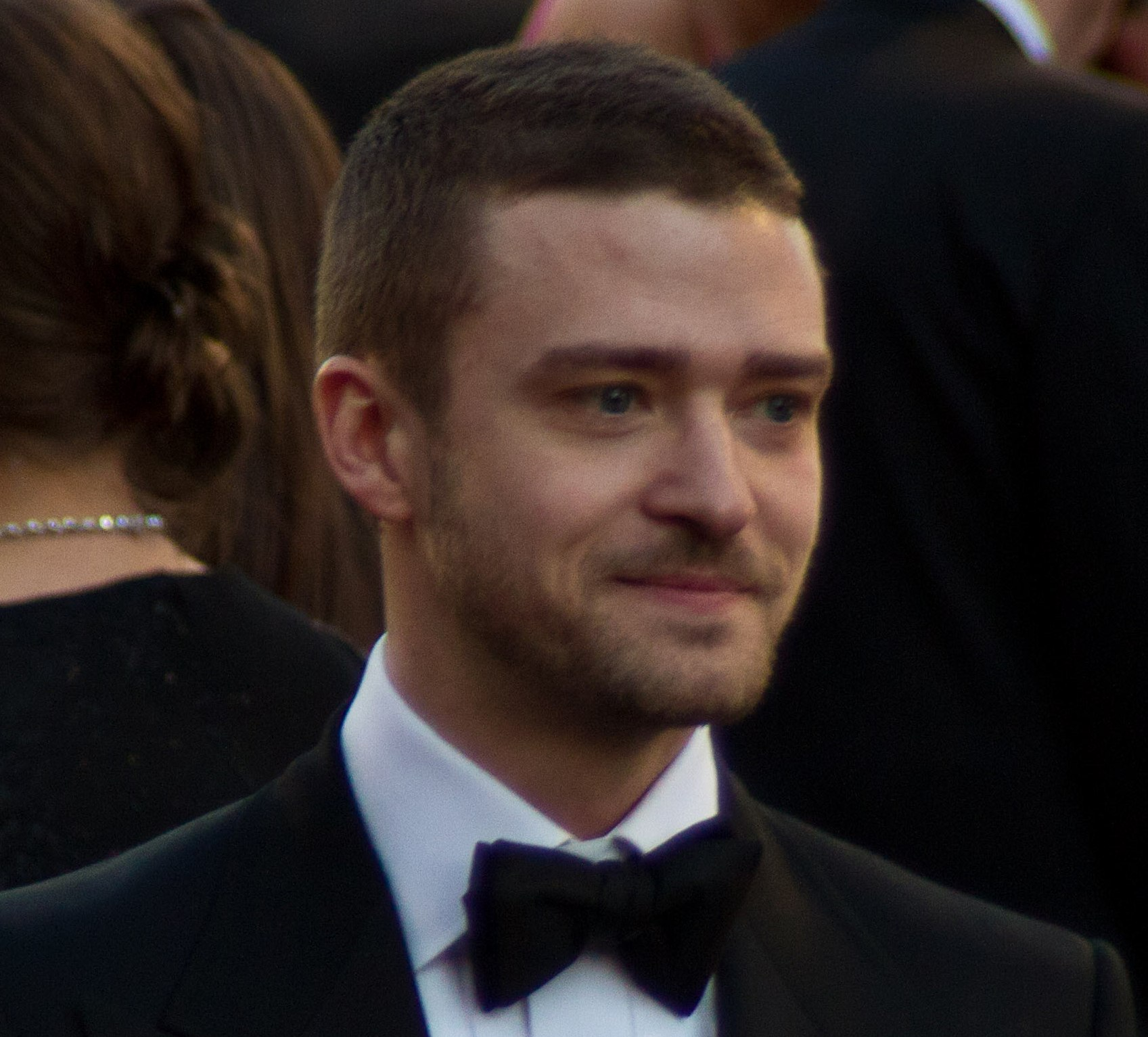
Justin Timberlake hace tres apariciones en el álbum.

A finales del 2011, fue confirmado que tres canciones habían sido grabadas, una con Frank Ocean la cual terminaría siendo "Oceans", la canción más vieja del álbum. Jay Z ha trabajado extensa y arduamente en la producción del álbum con productores de la talla de Timbaland, Swizz Beatz y Pharrell Williams. Los cuales también aparecen en los comerciales de Samsung. Jay también ha trabado en la producción del álbum con Jahlil Beats, Boi-1da, Mike Dean, Kanye West y Mike WiLL Made It. Jay también ha sido visto en el estudio con varios artistas como Drake, The-Dream, Raekwon, Nas y Justin Timberlake trabajando en el álbum.

## Lanzamiento y promoción
El 16 de junio, durante el quinto partido de las Finales de la NBA 2013 , Jay Z apareció en un nuevo comercial de Samsung en la que anunció que su duodécimo álbum de estudio se titularía Magna Carta... Holy Grail y sería lanzado el 4 de julio de 2013. Se le vio hablando con el productor Rick Rubin en el estudio sobre dicho álbum, "El álbum se trata de, esta dualidad de cómo navegar a través de todo esto, a través del éxito, a través de los fallos, por todo esto y seguir siendo tú mismo." El comercial contó con los productores que se han confirmado para estar en el álbum incluyendo Timbaland , Swizz Beatz y Pharrell Williams . El álbum estará disponible para su descarga gratuita el 4 de julio a las 12:01 a. m. hora del este, para el primer millón de usuarios de Samsung Galaxy S III , Samsung Galaxy S4 y Samsung Galaxy Note II que descarguen la nueva aplicación. [6] El 21 de junio de 2013, Billboard dijo que el acuerdo de Samsung no cuenta para las cifras de ventas utilizadas para compilar las listas de éxitos. [26] El álbum será lanzado a la venta al por menor, tres días después, el 7 de julio de 2013. [27]
En preparación para el lanzamiento del álbum de Jay Z lanzó las letras de todas las canciones del álbum diariamente a través de la aplicación de Samsung que fue lanzada el 23 de junio. Esto incluyó "Holy Grail", "Heaven", "Oceans", "Part II (On the Run)", "BBC", "JAY Z Blue", "Versus", "La Familia", "Tom Ford", "Beach Is Better", "Crown", "Picasso Baby", "F.U.T.W.", "Nickels & Dimes" y "SomewhereInAmerica" en ese orden. [28] [29] [30] El 3 de julio de 2013, la carátula del álbum fue revelada junto a uno de los cuatro ejemplares sobrevivientes del mismo nombre de álbum (el chárter Inglés del siglo XIII) en la Catedral de Salisbury, Inglaterra, y permanecerá en exhibición hasta el 1 de agosto. [31] [32] Fue también puesta a disposición de manera digital en su sitio web, lifeandtimes.com. [32]
Durante los 2013 Premios Grammy, Justin Timberlake y Jay Z interpretaron su sencillo exitoso "Suit & Tie".[33] Después de su aparición en los Grammys, los rumores de un tour de estadios entre los artistas fue el resultado de una publicación de Jay Z en su blog Life+Times, publicó una serie de lugares con la nota "#LegendsOfSummer esta semana". [34]  El "Legends of the Summer Stadium Tour" fue anunciado oficialmente el 22 de febrero de 2013, cuando las fechas norteamericanas fueron reveladas.[ 33] La gira comenzó el 14 de julio de 2013, en Londres, Inglaterra.[33] Durante octubre de 2013, Jay Z recorrió Europa en el Magna Carter World Tour. Comenzó el 3 de octubre en el Manchester Arena en Mánchester, Inglaterra, y concluyó el 29 de octubre en el Ziggo Dome en Ámsterdam, Holanda. [35] La parte norteamericana continuó luego y se extenderá hasta el 31 de enero de 2014. [36]

## Sencillos
El 11 de abril de 2013, Jay Z lanzó la primera canción del álbum, titulada "Open Letter". La canción fue una respuesta a las críticas de su quinto aniversario de bodas que tuvo lugar en Cuba. Esto fue debido al actual embargo estadounidense a Cuba que significaba que necesitaban un permiso del gobierno para visitar el país.[37] La canción fue producida por Swizz Beatz, y fue incluida en el álbum como bonus track. El 10 de julio de 2013, Third Man Records anunció en su página web que habían entrado en un acuerdo para lanzar Magna Carta.. Holy Grail en vinilo, también confirma que "Open Letter" se incluirá como bonus track sólo en la versión vinilo y que no habría "algo [más] muy especial planeado para la edición en vinilo", animando a los aficionados a seguir revisando el sitio web de la etiqueta para obtener más detalles y un anuncio de pre-orden formal para la edición de vinilo.[38] Sin embargo, la aparición "sólo en vinilo" de "Open Letter" ha demostrado que no se aplica a todas las áreas de mercado, ya que no aparece en la edición en CD en Australia.[39] Third Man Records está considerando emitir "Open Letter" en forma de un sencillo en vinilo diseñado como una carta reproducible.[40]
La canción "Holy Grail" cuenta con la voz del cantante de pop y R&B, Justin Timberlake y sirve como el primer sencillo del álbum [41] [42] [43] [44] recibió su primera reproducción en la radio en el Reino Unido a partir del 10 de julio de 2013. [45] Fue producido por The-Dream, Timbaland y Jerome "J-Roc" Harmon , con producción adicional de No ID y contiene elementos del hit de 1991 "Smells Like Teen Spirit" de Nirvana. Después del lanzamiento del álbum, la canción debutó en el número ocho en los EE. UU. Billboard Hot 100 [46] y en el número 24 en la lista de sencillos del Reino Unido .[47]
El 15 de octubre de 2013, "Tom Ford", fue lanzado a la rítmica contemporánea como segundo sencillo oficial del álbum. [48] Antes de su lanzamiento del sencillo, la canción alcanzó el puesto número 39 en los EE. UU. Billboard Hot 100. [49]
"Part II (On the Run)", con Beyoncé fue enviado a las estaciones de radio contemporáneas el 18 de febrero de 2014, como tercer sencillo del álbum. [2]